# Andy Samberg
Andy Samberg (tên khai sinh David A. J. Samberg; sinh ngày 18 tháng 8 năm 1978) là một diễn viên, nghệ sĩ hài, nhạc sĩ, nhà sản xuất và biên kịch người Mỹ. Là thành viên của nhóm nhạc hài The Lonely Island và là diễn viên trong chương trình Saturday Night Live từ năm 2005 đến năm 2012, anh cùng các thành viên trong nhóm hài đã được ghi nhận khi giúp SNL Digital Shorts nổi tiếng.
Samberg đã đóng vai chính trong một số bộ phim, bao gồm Hot Rod (2007), I Love You, Man (2009), That's My Boy (2012), Celeste and Jesse Forever (2012), Popstar: Never Stop Never Stopping (2016) và Palm Springs: Mở mắt thấy hôm qua (2020). Bên cạnh đó, anh cũng tham gia lồng tiếng cho các phim hoạt hình như Space Chimps (2008), loạt phim Cơn mưa thịt viên (2009–2013), loạt phim Khách sạn huyền bí (2012–2022), Tiểu đội cò bay (2016), Nước Mỹ: Phim điện ảnh (2021) và Chip 'n Dale: Rescue Rangers (2022). Từ năm 2013 đến năm 2021, Samberg đóng vai Jake Peralta trong bộ phim hài kịch tình huống Đồn Brooklyn số 99 mà anh cũng tham gia với vai trò sản xuất. Vì những đóng góp cho loạt phim, anh đã được trao giải Quả cầu vàng cho Nam diễn viên chính xuất sắc nhất – Phim truyền hình ca nhạc hoặc hài kịch vào năm 2013.

## Thời thơ ấu
Samberg sinh ra ở Berkeley, California vào ngày 18 tháng 8 năm 1978. Mẹ của anh, Marjorie "Margi" (tên khai sinh Marrow), là một giáo viên đã nghỉ hưu dạy tại trường tiểu học John Muir, còn cha anh, Joe Samberg, là một nhiếp ảnh gia. Anh có hai chị gái, Johanna và Darrow. Năm 5 tuổi, anh đã nói với bố mẹ rằng anh muốn đổi tên mình thành Andy. Samberg lớn lên trong một gia đình Do Thái và tự nhận mình "không sùng đạo lắm". Anh cũng có phần gốc Ý. Samberg từng theo học trường tiểu học Chabot với nữ diễn viên Chelsea Peretti của Đồn Brooklyn số 99, đóng chung cùng anh sau này.
Trong một tập của chương trình Finding Your Roots (tạm dịch: Tìm về nguồn cội) năm 2019, do Henry Louis Gates Jr. dẫn chương trình, Samberg đã phát hiện ra mẹ anh Marjorie, vốn được gia đình Do Thái nhận nuôi, là con gái ruột của một người cha theo Công giáo La Mã gốc Sicilia tên Salvatore Maida, nhập cư vào Mỹ từ năm 1925 và một người mẹ tị nạn người Đức gốc Do Thái tên Ellen Philipsborn, đã đến Mỹ vào năm 1938; cả hai người gặp nhau ở San Francisco. Samberg là anh họ thứ ba của Thượng nghị sĩ Hoa Kỳ Tammy Baldwin (D-WI) và có ông ngoại nuôi là nhà tâm lý học công nghiệp kiêm nhà từ thiện Alfred J. Marrow.
Samberg đã tốt nghiệp Trường trung học Berkeley vào năm 1996; thời điểm này anh bắt đầu hứng thú với viết sáng tạo và nói rằng các lớp học viết "là những lớp mà [tôi] đã nỗ lực hết mình... đó là điều [tôi] quan tâm đến và là điều [tôi] đang làm". Samberg theo học đại học tại Đại học California, Santa Cruz trong hai năm trước khi chuyển đến Trường Nghệ thuật Tisch của Đại học New York (NYU) và tốt nghiệp tại đây năm 2000. Khi còn học ở NYU, nhà biên kịch Murray Miller từng là bạn cùng phòng của anh.

## Sự nghiệp

### Diễn xuất và làm phim
Samberg học chuyên ngành phim thử nghiệm. Anh đã trở nên nổi tiếng như một ngôi sao mạng và thực hiện nhiều video hài tự sản xuất với những người bạn của mình Akiva Schaffer và Jorma Taccone. Việc YouTube ra đời vào năm 2005 cũng giúp các đoạn phim này phổ biến rộng rãi. Samberg trở thành diễn viên của Saturday Night Live một phần vì những đóng góp của anh cho trang web tiểu phẩm hài do anh sở hữu có địa chỉ TheLonelyIsland.com, giúp cả ba tìm được một người đại diện và cuối cùng thành công được nhận vào chương trình. Trước khi tham gia SNL, Samberg đã (và vẫn) là thành viên của nhóm hài kịch The Lonely Island cùng với Taccone và Schaffer. Bộ ba người bạn đã bắt đầu viết kịch bản cho Saturday Night Live từ năm 2005 và phát hành album đầu tay Incredibad vào năm 2009. Samberg cũng xuất hiện trong nhiều bộ phim chiếu rạp, quảng cáo, video ca nhạc và làm người dẫn chương trình tại các sự kiện đặc biệt, bao gồm cả Giải thưởng Điện ảnh và Truyền hình của MTV năm 2009.
Vào năm 2012, Samberg đã có bài phát biểu khai giảng tại Đại học Harvard và đóng chính với Adam Sandler trong phim điện ảnh That's My Boy. Cùng năm đó, anh tham gia lồng tiếng phim hoạt hình Khách sạn huyền bí trong vai trò là nhân vật chính, Jonathan, và tiếp tục lồng tiếng cho các phần tiếp theo của loạt phim Khách sạn huyền bí 2 và Khách sạn huyền bí 3: Kỳ nghỉ ma cà rồng. Tháng 9 năm 2012, Samberg đóng vai Cuckoo trong loạt phim cùng tên được đề cử giải BAFTA của BBC Three; đến năm 2013, anh đảm nhận vai Thám tử Jake Peralta trong bộ phim sitcom cảnh sát Đồn Brooklyn số 99 của Fox (nay do NBC sở hữu), phát sóng tập đầu tiên vào ngày 17 tháng 9 cùng năm. Samberg đã giành giải Quả cầu vàng cho Nam diễn viên chính xuất sắc nhất – Phim truyền hình ca nhạc hoặc hài kịch vào năm 2014 cho vai diễn trên. Samberg cũng dẫn chính tại lễ trao giải Primetime Emmy lần thứ 67 vào ngày 20 tháng 9 năm 2015. Nhiều năm sau, anh là người đồng dẫn Lễ trao giải Quả cầu vàng lần thứ 76 cùng với Sandra Oh vào ngày 6 tháng 1 năm 2019.
Samberg từng xuất hiện trong video "No Cities to Love" của Sleater-Kinney cùng với các diễn viên khác Fred Armisen, Elliot Page và Norman Reedus. Vào ngày 16 tháng 5 năm 2016, Samberg và nhóm Lonely Island đã biểu diễn bản hit năm 2009 của họ "I'm on a Boat" với các nhạc cụ dành cho trẻ em trong The Tonight Show Starring Jimmy Fallon, xuất hiện tại một phân đoạn định kỳ của chương trình.

### Saturday Night Live
Vào tháng 9 năm 2005, Samberg tham gia Saturday Night Live với tư cách là diễn viên và biên kịch. Tương tự, Schaffer và Taccone cũng tham gia vào đội ngũ biên kịch của chương trình. Mặc dù số vai diễn trong các tiểu phẩm phát trực tiếp của anh bị giới hạn trong năm đầu tiên, anh đã xuất hiện trong nhiều đoạn phim được ghi từ trước, bao gồm các quảng cáo nhại lại và nhiều phân đoạn phim khác. Vào ngày 17 tháng 12 năm 2005, anh đóng chung với bạn diễn Chris Parnell trong "Lazy Sunday", một bài hát hip hop về hành trình đi xem bộ phim Biên niên sử Narnia: Sư tử, phù thủy và cái tủ áo. Đoạn phim ngắn thuộc loạt SNL Digital Shorts này đã trở thành một hiện tượng Internet, thu hút sự chú ý từ giới truyền thông và công chúng tới Samberg. Anh vẫn tiếp tục nhận về những lời khen ngợi, đặc biệt là với "Dick in a Box", một bản song ca của nam diễn viên cùng Justin Timberlake, khi giành được giải Emmy về Nghệ thuật Sáng tạo cho Nhạc và lời bài hát gốc xuất sắc. Video âm nhạc của bài hát "I'm on a Boat", sáng tác bởi nhóm hài The Lonely Island cộng tác với T-Pain, có hơn 56 triệu lượt xem trên YouTube, sau khi ra mắt vào ngày 7 tháng 2 năm 2009. Bài hát này đã được đề cử giải Grammy sau đó. Một video ngắn khác, "Motherlover", cũng có sự tham gia của Timberlake, được phát hành vào ngày 10 tháng 5 năm 2009 nhân kỷ niệm Ngày của Mẹ, và sản phẩm là phần tiếp theo của "Dick in a Box". Ngoài những phân đoạn được ghi sẵn, anh cũng tham gia vào các phân đoạn trực tiếp thường kì trong chương trình, chẳng hạn như nhân vật Blizzard Man mà anh khắc họa nên. Vào ngày 1 tháng 6 năm 2012, người phát ngôn của Samberg thông báo rằng Samberg đã rời khỏi chương trình. Anh trở lại để dẫn tập cuối mùa 39 của chương trình vào năm 2014 và tập đặc biệt kỷ niệm 40 năm Saturday Night Live trong SNL Digital Shorts.

## Đời tư
Samberg đã lập gia đình với nhạc sĩ Joanna Newsom. Anh từng tự mô tả mình là một "người hâm mộ cuồng nhiệt", và cả hai đã gặp nhau tại một trong những buổi hòa nhạc của Newsom. Sau năm năm hẹn hò, Samberg cầu hôn cô vào tháng 2 năm 2013, và họ kết hôn ngày 21 tháng 9 cùng năm tại Big Sur, California; bạn diễn trong Saturday Night Live Seth Meyers là phù rể của Samberg. Tháng 3 năm 2014, Samberg và Newsom đã mua điền trang Moorcrest ở khu vực Hẻm núi Beachwood của Los Angeles, California, là địa điểm gắn liền với nhiều nhân vật lịch sử khác nhau: vào những năm 1920, căn nhà thuộc sở hữu của cha mẹ nữ diễn viên Mary Astor; trước đó đây từng là nơi Charlie Chaplin ở. Cả hai cũng sở hữu một ngôi nhà tại West Village, Manhattan. Họ đã thông báo về sự ra đời của con gái vào ngày 8 tháng 8 năm 2017.
Samberg, từng lớn lên tại East Bay, là một fan hâm mộ của hai đội bóng rổ chuyên nghiệp Oakland Athletics và Golden State Warriors.

## Danh sách phim

### Điện ảnh
| Năm  | Tựa đề                                   | Vai diễn                                 | Ghi chú                                    |
| ---- | ---------------------------------------- | ---------------------------------------- | ------------------------------------------ |
| 2007 | Hot Rod                                  | Rod Kimble                               |                                            |
| 2008 | Space Chimps                             | Ham III                                  | Lồng tiếng                                 |
| 2008 | Extreme Movie                            | —                                        | Đồng biên kịch                             |
| 2008 | Đêm nhạc bất tận của Nick và Norah       | Người vô gia cư                          |                                            |
| 2009 | I Love You, Man                          | Robbie Klaven                            |                                            |
| 2009 | Cơn mưa thịt viên                        | Brent McHale                             | Lồng tiếng                                 |
| 2011 | Yêu lầm bạn thân                         | Quincy                                   |                                            |
| 2011 | What's Your Number?                      | Gerry Perry                              |                                            |
| 2012 | Celeste and Jesse Forever                | Jesse Abrams                             |                                            |
| 2012 | That's My Boy                            | Todd Peterson/Han Solo Berger            |                                            |
| 2012 | Đội dân phòng tinh nhuệ                  | Casual Wanker #1                         | Cameo                                      |
| 2012 | Khách sạn huyền bí                       | Jonathan Loughran                        | Lồng tiếng                                 |
| 2013 | Những đứa trẻ to xác 2                   | Hoạt náo viên nam                        | Cameo                                      |
| 2013 | The To Do List                           | Van King                                 |                                            |
| 2013 | Cơn mưa thịt viên 2                      | Brent McHale                             | Lồng tiếng                                 |
| 2014 | Neighbors                                | Toga #1                                  | Cameo                                      |
| 2015 | Khách sạn huyền bí 2                     | Jonathan "Johnny" Loughran               | Lồng tiếng                                 |
| 2016 | Popstar: Never Stop Never Stopping       | Conner "Kid Conner" Friel/Conner4Real    | Đồng thời là nhà sản xuất và nhà biên kịch |
| 2016 | Tiểu đội cò bay                          | Junior                                   | Lồng tiếng                                 |
| 2017 | Cao tốc số 10                            | Johnny                                   |                                            |
| 2017 | Brigsby Bear                             | Eric                                     | Đồng thời là nhà sản xuất                  |
| 2017 | Puppy!                                   | Johnny Loughran                          | Lồng tiếng; phim ngắn                      |
| 2018 | Khách sạn huyền bí 3: Kỳ nghỉ ma cà rồng | Johnny Loughran                          | Lồng tiếng                                 |
| 2020 | Palm Springs: Mở mắt thấy hôm qua        | Nyles                                    | Đồng thời là nhà sản xuất                  |
| 2021 | Nước Mỹ: Phim điện ảnh                   | Benedict Arnold                          | Lồng tiếng                                 |
| 2022 | Khách sạn huyền bí: Ma cà rồng biến hình | Johnny Loughran                          | Lồng tiếng                                 |
| 2022 | Chip 'n Dale: Rescue Rangers             | Dale                                     | Lồng tiếng                                 |
| 2023 | Self Reliance                            |                                          | Đã hoàn thành                              |
| 2023 | Lee                                      | David Scherman                           | Đang quay                                  |
| 2023 | Người Nhện: Du hành Vũ trụ Nhện          | Ben Reilly / Scarlet Spider (lồng tiếng) | Hậu kỳ                                     |

### Truyền hình
| Năm       | Tựa đề                                        | Vai diễn                                     | Ghi chú                                                                          |
| --------- | --------------------------------------------- | -------------------------------------------- | -------------------------------------------------------------------------------- |
| 1986      | Knight Power                                  | Vernon Gray (voice)                          | Episode: "The Penguin Who Loved Me"                                              |
| 2003–2004 | The 'Bu                                       | Aaron                                        | 8 tập; đồng thời là biên kịch                                                    |
| 2005      | Arrested Development                          | Stage Manager                                | Tập: "Righteous Brothers"                                                        |
| 2005      | House of Cosbys                               | Cosby Team TriOsby (lồng tiếng)              | 2 tập                                                                            |
| 2005–2012 | Saturday Night Live                           | Various Characters                           | 139 tập; đồng thời là biên kịch                                                  |
| 2008      | Human Giant                                   | Jonathan                                     | 4 tập                                                                            |
| 2009      | Giải Điện ảnh và Truyền hình của MTV năm 2009 | Chính anh (dẫn chương trình)                 | Sự kiện truyền hình đặc biệt                                                     |
| 2009–2011 | American Dad!                                 | Ricky the Raptor / Kẻ phản kitô (lồng tiếng) | Tập: "Rapture's Delight"                                                         |
| 2010      | Freaknik: The Musical                         | Chad (lồng tiếng)                            | Phim truyền hình                                                                 |
| 2010      | The Sarah Silverman Program                   | Troy Bulletinboard                           | Tập: "Smellin' of Troy"                                                          |
| 2010      | Parks and Recreation                          | Carl Lorthner                                | Tập: "Park Safety"                                                               |
| 2011–2017 | Adventure Time                                | Lồng tiếng nhiều vai khác nhau               | 3 tập                                                                            |
| 2012      | Portlandia                                    | Andy                                         | Tập: "Mixologist"                                                                |
| 2012      | 30 Rock                                       | Chính anh                                    | Tập: "The Ballad of Kenneth Parcell"                                             |
| 2012      | Chú bọt biển tinh nghịch                      | Đại tá Carper (lồng tiếng)                   | Tập: "Hello Bikini Bottom!"                                                      |
| 2012      | Cuckoo                                        | Dale "Cuckoo" Ashbrick                       | 7 tập                                                                            |
| 2012–2016 | Comedy Bang! Bang!                            | Chính anh                                    | 5 tập                                                                            |
| 2013      | Giải Tinh thần độc lập lần thứ 28             | Chính anh (dẫn chương trình)                 | Sự kiện truyền hình đặc biệt                                                     |
| 2013      | The Awesomes                                  | Nhiều vai lồng tiếng khác nhau               | 3 tập                                                                            |
| 2013      | Comedy Central Roast of James Franco          | Chính anh (người chế giễu)                   | Sự kiện truyền hình đặc biệt                                                     |
| 2013–2021 | Đồn Brooklyn số 99                            | Jake Peralta                                 | Vai chính; đồng thời là nhà sản xuất                                             |
| 2014      | Saturday Night Live                           | Chính anh (dẫn chương trình)                 | Tập: "Andy Samberg/St. Vincent"                                                  |
| 2015      | The Eric Andre Show                           | Eric Andre                                   | Tập: "Pauly D & Rick Springfield"                                                |
| 2015      | Major Lazer                                   | Dr Nerd/Dr Bass Drop (lồng tiếng)            | 2 tập                                                                            |
| 2015      | 7 Days in Hell                                | Aaron Williams                               | Phim truyền hình; đồng thời là nhà sản xuất điều hành                            |
| 2015      | Giải Primetime Emmy lần thứ 67                | Chính anh (dẫn chương trình)                 | Sự kiện truyền hình đặc biệt                                                     |
| 2016      | Party Over Here                               | —                                            | Người sáng tạo và nhà sản xuất điều hành                                         |
| 2016      | New Girl                                      | Jake Peralta                                 | Tập: "Homecoming"                                                                |
| 2017      | Lễ tình nhân đặc biệt của Michael Bolton      | Kenny G                                      | Chương trình truyền hình đặc biệt                                                |
| 2017      | Chuyên gia vô dụng                            | Nicolas Cage (lồng tiếng)                    | Tập: "New York, I Love You"                                                      |
| 2017      | Tour de Pharmacy                              | Marty Hass                                   | Phim truyền hình; đồng thời là nhà sản xuất điều hành                            |
| 2017      | Quý cô năng nổ                                | Chính anh                                    | 2 tập                                                                            |
| 2018      | Alone Together                                | —                                            | Nhà sản xuất điều hành                                                           |
| 2018      | Bob's Burgers                                 | Brett (lồng tiếng)                           | Tập: "Sleeping with the Frenemy"                                                 |
| 2019      | Giải Quả cầu vàng lần thứ 76                  | Chính anh (đồng dẫn chương trình)            | Sự kiện truyền hình đặc biệt                                                     |
| 2019      | PEN15                                         | —                                            | Nhà sản xuất điều hành                                                           |
| 2019      | Tim Robinson: Tôi nghĩ bạn nên ra về          | Paul                                         | Tập: "We Used to Watch This at My Old Work"; đồng thời là nhà sản xuất điều hành |
| 2019      | Chuyện vui về cặp đôi bóng chày               | Jose Canseco                                 | Phim truyền hình đặc biệt; đồng thời là nhà sản xuất điều hành                   |
| 2019      | Pha lê đen: Kỷ nguyên kháng chiến             | The Heretic (skekGra) (lồng tiếng)           | 4 tập                                                                            |
| 2020      | Mapleworth Murders                            | Bran BcBillan                                | 2 tập                                                                            |
| 2020      | Kal Penn Approves This Message                | Chính anh (khách mời)                        | Tập: "Kal Penn Approves Voting"                                                  |
| 2020–2022 | Những điều tôi chưa từng                      | Chính anh (lồng tiếng)                       | 2 tập                                                                            |
| 2021      | Baking It                                     | Chính anh (dẫn chương trình)                 | 6 tập                                                                            |
| 2022      | The Boys: Diabolical                          | Gary (Anh chàng lễ tân) (lồng tiếng)         | Tập: "John and Sun-Hee"; đồng thời là biên kịch                                  |
| 2023      | Digman!                                       | Rip Digman (lồng tiếng)                      | Vai chính; đồng thời là người đồng sáng lập, biên kịch và nhà sản xuất           |

### Trò chơi điện tử
| Năm  | Tựa đề                  | Vai diễn          | Ghi chú    |
| ---- | ----------------------- | ----------------- | ---------- |
| 2022 | Tiny Tina's Wonderlands | Captain Valentine | lồng tiếng |

## Giải thưởng và đề cử
| Năm  | Giải thưởng                                   | Hạng mục                                                                     | Tác phẩm đề cử                               | Kết quả   |
| ---- | --------------------------------------------- | ---------------------------------------------------------------------------- | -------------------------------------------- | --------- |
| 2007 | Giải Primetime Emmy                           | Nhạc và lời bài hát gốc xuất sắc cho bài hát "Dick In A Box"                 | Saturday Night Live                          | Đoạt giải |
| 2009 | Giải Primetime Emmy                           | Nhạc và lời bài hát gốc xuất sắc cho bài hát "Motherlover"                   | Saturday Night Live                          | Đề cử     |
| 2009 | Teen Choice Awards                            | Ngôi sao web                                                                 | Saturday Night Live                          | Đề cử     |
| 2009 | Teen Choice Awards                            | Lựa chọn Diễn viên hài                                                       | Saturday Night Live                          | Đề cử     |
| 2010 | People's Choice Awards                        | Người nổi tiếng trên web yêu thích                                           | Saturday Night Live                          | Đề cử     |
| 2010 | Giải Primetime Emmy                           | Nhạc và lời bài hát gốc xuất sắc cho bài hát "Shy Ronnie"                    | Saturday Night Live                          | Đề cử     |
| 2011 | Teen Choice Awards                            | Lựa chọn Diễn viên hài                                                       | Saturday Night Live                          | Đề cử     |
| 2011 | Giải Primetime Emmy                           | Nhạc và lời bài hát gốc xuất sắc cho bài hát "I Just Had Sex"                | Saturday Night Live                          | Đề cử     |
| 2011 | Giải Primetime Emmy                           | Nhạc và lời bài hát gốc xuất sắc cho bài hát "Jack Sparrow"                  | Saturday Night Live                          | Đề cử     |
| 2011 | Giải Primetime Emmy                           | Nhạc và lời bài hát gốc xuất sắc cho bài hát "3-Way (The Golden Rule)"       | Saturday Night Live                          | Đề cử     |
| 2012 | Teen Choice Awards                            | Lựa chọn Diễn viên hài                                                       | Saturday Night Live                          | Đề cử     |
| 2014 | People's Choice Awards                        | Nam diễn viên chính xuất sắc nhất trong loạt phim truyền hình mới            | Đồn Brooklyn số 99                           | Đề cử     |
| 2014 | Giải Quả cầu vàng                             | Nam diễn viên chính xuất sắc nhất - Phim truyền hình Ca nhạc hoặc hài kịch   | Đồn Brooklyn số 99                           | Đoạt giải |
| 2014 | Giải thưởng Hài kịch Hoa Kỳ                   | Diễn viên hài xuất sắc nhất - Truyền hình                                    | Đồn Brooklyn số 99                           | Đoạt giải |
| 2014 | Teen Choice Awards                            | Lựa chọn Nam diễn viên truyền hình: Hài                                      | Đồn Brooklyn số 99                           | Đề cử     |
| 2014 | Giải EWwy                                     | Nam diễn viên xuất sắc nhất, Hài                                             | Đồn Brooklyn số 99                           | Đề cử     |
| 2015 | Giải thưởng của Nghiệp đoàn Diễn viên Màn ảnh | Màn trình diễn xuất sắc của dàn diễn viên trong loạt phim hài                | Đồn Brooklyn số 99                           | Đề cử     |
| 2015 | Teen Choice Awards                            | Lựa chọn Nam diễn viên truyền hình: Hài                                      | Đồn Brooklyn số 99                           | Đề cử     |
| 2015 | Giải Primetime Emmy                           | Biên kịch xuất sắc cho chương trình đặc biệt                                 | Saturday Night Live 40th Anniversary Special | Đề cử     |
| 2016 | People's Choice Awards                        | Nam diễn viên hài truyền hình yêu thích                                      | Đồn Brooklyn số 99                           | Đề cử     |
| 2016 | Teen Choice Awards                            | Lựa chọn Nam diễn viên truyền hình: Hài                                      | Đồn Brooklyn số 99                           | Đề cử     |
| 2016 | Giải Poppy                                    | Nam diễn viên chính xuất sắc trong bộ phim hài                               | Đồn Brooklyn số 99                           | Đoạt giải |
| 2017 | People's Choice Awards                        | Nam diễn viên hài truyền hình yêu thích                                      | Đồn Brooklyn số 99                           | Đề cử     |
| 2017 | Teen Choice Awards                            | Lựa chọn Nam diễn viên hài truyền hình                                       | Đồn Brooklyn số 99                           | Đề cử     |
| 2018 | Teen Choice Awards                            | Lựa chọn Nam diễn viên hài truyền hình                                       | Đồn Brooklyn số 99                           | Đề cử     |
| 2019 | Giải Critics' Choice                          | Nam diễn viên chính xuất sắc nhất trong loạt phim hài                        | Đồn Brooklyn số 99                           | Đề cử     |
| 2019 | Teen Choice Awards                            | Lựa chọn Nam diễn viên hài truyền hình                                       | Đồn Brooklyn số 99                           | Đề cử     |
| 2019 | Giải Primetime Emmy                           | Chương trình đặc biệt nổi bật (Trực tiếp)                                    | Giải Quả cầu vàng lần thứ 76                 | Đề cử     |
| 2021 | Giải Critics' Choice Super                    | Nam diễn viên chính xuất sắc nhất trong phim khoa học viễn tưởng / giả tưởng | Palm Springs: Mở mắt thấy hôm qua            | Đoạt giải |
| 2021 | Giải Satellite                                | Nam diễn viên chính xuất sắc nhất - Phim hài hoặc nhạc kịch                  | Palm Springs: Mở mắt thấy hôm qua            | Đề cử     |
| 2021 | Giải Satellite                                | Phim điện ảnh hay nhất - Hài hoặc ca nhạc                                    | Palm Springs: Mở mắt thấy hôm qua            | Đề cử     |
| 2021 | Giải Quả cầu vàng                             | Nam diễn viên phim ca nhạc hoặc phim hài xuất sắc nhất                       | Palm Springs: Mở mắt thấy hôm qua            | Đề cử     |
| 2021 | Giải Quả cầu vàng                             | Phim ca nhạc hoặc phim hài hay nhất                                          | Palm Springs: Mở mắt thấy hôm qua            | Đề cử     |
| 2021 | Giải Lựa chọn của giới phê bình điện ảnh      | Phim hài hay nhất                                                            | Palm Springs: Mở mắt thấy hôm qua            | Đoạt giải |
| 2021 | Giải Primetime Emmy                           | Loạt phim hài nổi bật                                                        | PEN15                                        | Đề cử     |
| 2022 | Giải Primetime Emmy                           | Chương trình hoạt hình dạng ngắn nổi bật                                     | The Boys Presents: Diabolical                | Đề cử     |